# عشرة عمر (مسلسل)
عشرة عمر، مسلسل تلفزيوني كويتي عرض في أول مرة 9 يناير 2012، والمسلسل من بطولة من البحرين لطيفة المجرن، عبد الإمام عبد الله، هدى الخطيب ونخبة من الفنانين وكانت القصة عبر عن قصة إنسانية لمعاناة امرأة كافحت من أجل تربية أبنائها.

## طاقم العمل
- لطيفة المجرن
- عبد الإمام عبد الله
- هدى الخطيب
- مشاري البلام
- إلهام الفضالة
- صلاح الملا
- عبير أحمد
- شهاب جوهر
- ناصر كرماني
- غدير صفر
- مسك
- سوسن الهارون
- رونق
- ناصر الدوب
- غزلان
- محمد المسلم
- سارة
- رانيا السباعي
- فوزي القاضي
- ناصر الجزاف
- عبد الله البدر